# تيمار
التيمار (بالتركية: Tımar)‏ في الدولة العثمانية، هي قطعة أرض تُمنح لشخص أو جماعة مقابل وظيفة معينة، وتقل واردات التيمار السنوية عن عشرين ألف آقجة.
أُلغي نظام التيمار، كما أُلغي نظام «زعامت» (زعامة)، في عام 1831م.